# 波谷
波峰是指横波在正交于传递方向上极大值。与之相对的极小值则被称为波谷。因为极小和极大只是取决于正交于传递方向上的坐标方向而言，故两者合称为极值。对于常见的正弦波来说，两者距离平均值（零相位）的绝对值相等。对于周期性的传递波（比如正弦波）来说，两者的差称为该波的振幅。